# Aneuclis luteola
Aneuclis luteola là một loài tò vò trong họ Ichneumonidae.